# Lepidodactylus moestus
Lepidodactylus moestus — вид геконоподібних ящірок родини геконових (Gekkonidae). Мешкає на островах Мікронезії.

## Поширення і екологія
Lepidodactylus moestus мешкають на Каролінських островах, зокрема на островах Косрае і Понпеї у Федеративних Штатах Мікронезії та на островах Бабелдаоб, Корор, Кмекумер і Нгерукевід у Палау, а також на атолі Арно в групі островів Ратак (Маршаллові Острови). Вони живуть у вологих тропічних лісах і вторинних заростях, в садах і поблизу людських поселень. Зустрічаються на висоті до 200 м над рівнем моря.